# عبد الرحمن بن أبان بن عثمان
عبد الرحمن بن أبان بن عثمان هو تابعي، حفيد عثمان بن عفان، وأحد رواة الحديث النبوي.

## نسبه
- هو عَبْدُ الرَّحمنِ بنُ أَبَان بن عثمان بن عفَّان بن أبي العاص بن أمية بن عبد شمس بن عبد مناف بن قُصيّ تابعي جده الخليفة الراشد عثمان بن عفان.
- أمه أم سعد بنت عبد الرحمن بن الحارث بن هشام بن المُغيرة، وأمها أم حسن بنت الزُّبَيْر بن العوَّام بن خُويلد، وأمها أسماء بنت أبي بكر.
- وَلَدَ عبدُ الرحمن بن أبان: أبانَ، درج، وعثمانَ، وعاتكةَ، وأمهم حَنْتَمَةُ بنت محمد بن عبد الرحمن بن الحارث بن هشام، والوليد لأم ولد وكان قليل الحديث.[1]

## صفاته وزهده
كان عبد الرحمن بن أبان يشتري أهلَ البيت، ثم يأمر بهم فيُكْسَوْن وَيُدْهَنُونَ، ثم يعرضون عليه فيقول: أنتم أحرار لوجه الله. أستعين بكم على غمرات الموت. قال: فمات وهو نائم في مسجده
وكان عبد الرحمن بن أبان بن عثمان من خيار المسلمين؛ وكان كثير الصلاة: رآه علي بن عبد الله بن عباس؛ فأعجبه هديه ونسكه؛ فقال: " أنا أقرب إلى رسول الله صلى الله عليه وسلم رحماً وأولى بهذه الحالة "
قال موسى بن محمد بن إبراهيم بن الحارث: ما رأيتُ أحدًا أجمعَ للدِّينِ والمملكة والشَّرف من عبد الرحمن بن أبان.

## روايته للحديث النبوي
- روى عن: محمد وعبد الله ابنا أبي بكر، وبكر بن محمد بن عمرو بن حزم وغيرهما من أهل المدينة. وكان قليل الحديث.[3]

- روى عنه: زياد بن أيوب بن زياد، وسليمان بن داود، وعطاف بن خالد بن عبد الله بن العاصي، وعمر بن سليمان بن عاصم ين عمر بن الخطاب، وربيعة بن سعيد.
- قيل عنه في الجرح والتعديل:[4] قال أحمد بن شعيب النسائي : ثقة، وقال ابن حجر العسقلاني : ثقه مقل عابد، وقال الذهبي: صدوق، وقال مصعب بن عبد الله الزبيري : من الخيار، وقال موسى بن محمد التيمي : ما رأيت أجمع للدين وللمملكة والشرف منه.